# Samuel D. Nicholson

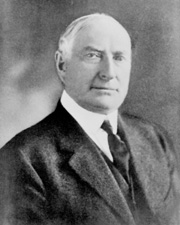
Samuel D. Nicholson

Samuel Danford Nicholson, född 22 februari 1859 i Springfield, Prince Edward Island, död 24 mars 1923 i Denver, Colorado, var en kanadensisk-amerikansk politiker. Han representerade delstaten Colorado i USA:s senat från 1921 fram till sin död.
Nicholson flyttade till USA och kom 1881 till Leadville där han blev verksam inom gruvdriften. Han avancerade från gruvarbetare till verkställande direktör för Western Mining Company. Han gick med i Populistpartiet och tjänstgjorde som borgmästare i Leadville 1893-1897. Han bytte senare parti till republikanerna.
Nicholson efterträdde 1921 Charles Thomas som senator för Colorado. Han avled 1923 i ämbetet och grasattes på Fairmount Cemetery i Denver.